# Hemidactylus angulatus
Hemidactylus angulatus là một loài thằn lằn trong họ Gekkonidae. Loài này được Hallowell mô tả khoa học đầu tiên năm 1854.
Chúng phân bố ở miền trung và miền tây châu Phi và đã du nhập vào Cape Verde, Hispaniola (Cộng hòa Dominica và Haiti), Puerto Rico, cũng như vùng Caribe thuộc Cuba, Ecuador và Colombia ở Nam Mỹ.